# Platt-Form
Platt-Form er en dansk satiregruppe bestående af Laus Høybye, Mille Lehfeldt og Jakob Fauerby. De tre har kendt hinanden, siden de var børn. De dannede gruppen under et ophold på Fanø.
Deres første show, julekabareten "Har du set min nissehue mor", blev opført på Nørrebro Teater fra 27. november til 21. december 2013. Showet fik gode anmeldelser.
Platt-Form har senere turneret med en turneudgave af showet under navnet "Et form for show".
Fra april 2016 har Platt-Form satiriske indslag to gange om ugen på DR P1. Udsendelserne kaldes Kirkesangerne og Krisetelefonen for i-landsproblemer. I 2017 udvidede de med udsendelserne P1 Caféen, Danmarkskanonen, De vragede danske værdier, Partisange og Morgenquicky.
I 2017 var Platt-Form værter ved den årlige Bodil-prisuddeling. Senere på året udkom de med deres andet show "En smule i overkanten" og gentog efterfølgende deres værtsroller ved Bodilprisen i 2018.
I 2022 havde Platt-Form premiere på deres tredje, "Er vi gået for langt?" i Glassalen i Tivoli..

## Personerne bag Platt-Form
- Mille Lehfeldt: Uddannet skuespiller fra Statens Teaterskole i 2006. Har blandt andet spillet en lang række teaterroller på Det Kongelige Teater, haft hovedrollen i TV-serien Lykke og medvirket i en lang række film og tv-serier.

- Jakob Fauerby: Uddannet skuespiller fra Statens Teaterskole i 2006. Har medvirket i teater, film og TV, blandt andet TV serien Lykke, spillefilmen Sorte Kugler og en lang række teaterforestillinger. I 2019 vandt Jakob Fauerby tv-programmet "Vild med dans".

- Laus Høybye: Uddannet skuespiller fra Skuespillerskolen ved Odense Teater. Har medvirket i teaterstykker, film og tv-serier og lagt stemme til adskillige tegnefilm.

Teksterne er skrevet af de tre i fællesskab. Laus Høybye har skrevet musikken.

## Show og radioprogrammer
- Har du set min nissehue mor (2013)
- Et form for show (2014-2015)
- Kirkesangerne, Krisetelefonen for I-landsproblemer (radiounderholdning på DR P1 fra 2016)
- P1 Caféen, Danmarkskanonen, De vragede danske værdier, Partisange og Morgenquicky (radiounderholdning på DR P1 fra 2017)
- Bodilprisen (2017) - Værter[12]
- En smule i overkanten (2017)[9]
- Bodilprisen (2018) - Værter[10]
- Årets Reumert (2018) - Værter[13]
- Årets Reumert (2020) - Værter
- Er vi gået for langt? (2022)
- Året der Gak (2023) - Værter

## Hæder
- Reumert-nomineret i 2015 i kategorien 'Årets musikteater/show' for debutshowet "Har du set min nissehue mor".[14]
- Nomineret til en Prix Radio i 2015 for bedste satire
- Reumert-nomineret i 2018 i kategorien 'Årets musical/musikteater' for showet "En smule i overkanten".[15]
- Nomineret til Sceneprisen for showet "Er vi gået for langt?" ved Danish Rainbow Awards 2022